# Fleurville
Fleurville is een gemeente in het Franse departement Saône-et-Loire (regio Bourgogne-Franche-Comté) en telt 471 inwoners (1999). De plaats maakt deel uit van het arrondissement Mâcon.

## Geografie
De oppervlakte van Fleurville bedraagt 3,9 km², de bevolkingsdichtheid is 120,8 inwoners per km².
De onderstaande kaart toont de ligging van Fleurville met de belangrijkste infrastructuur en aangrenzende gemeenten.

## Demografie
Onderstaande figuur toont het verloop van het inwonertal (bron: INSEE-tellingen).